# Robert Montgomery Horne-Payne
Robert Montgomery Horne-Payne (né à Londres en 1869 et mort à Brentwood en 1929) est un financier et homme d'affaires anglais qui a investi de manière importante au Canada et notamment dans les chemins de fer.
En hommage à cet homme, une municipalité et une gare ferroviaire, du Canada, portent son nom.

## Biographie
Robert Montgomery Horne-Payne est né en 1869 à Londres.
À partir de 1894, il investit au Canada des capitaux britanniques apportés par son entreprise la British Imperial Trust Company. Il devient notamment le président du conseil d'administration de la British Columbia Electric Railway (en), lors de sa création en 1897,. 
En 1901, il prend la direction londonienne du Canadian Northern Railway (CNoR), il conservera ce poste jusqu'en 1918, du fait de la prise de contrôle de l'entreprise par l'État canadien.
En 1920, la municipalité de Fitzbach et la gare de Fitzbach, toutes deux créées par l'extension du chemin de fer du Canadian Northern Railway, ont été renommées « Hornepayne » en hommage au financier anglais.
Robert Montgomery Horne-Payne meurt le 30 janvier 1929 à Brentwood dans le comté d'Essex en Angleterre. Les funérailles ont lieu dans la cathédrale catholique, en présence d'une nombreuse assistance, et l'inhumation au cimetière de cette même ville.